# Total War: Warhammer III
Total War: Warhammer III — покрокова стратегічна відеогра з елементами тактики в реальному часі, розроблена Creative Assembly та видана Sega. Це частина серії Total War і третя її гра, події якої відбувається у фентезійному всесвіті Warhammer Fantasy від Games Workshop. Слугує продовженням Total War: Warhammer 2016 року та Total War: Warhammer II 2017 року. Гра була анонсована 3 лютого 2021 року і видана 17 лютого 2022 року.

## Ігровий процес

### Основи
Як і попередні ігри серії, Total War: Warhammer III є покроковою стратегією з елементами тактики в реальному часі. Ігровий процес зосереджено на битвах, де гравці керують загонами воїнів у реальному часі. Між битвами на карті світу відбувається переміщення армій, найм і поповнення військ, вивчення вдосконалень і дипломатичні дії.
У Total War: Warhammer III вісім протиборчих фракцій, кожна зі своєю сюжетною кампанією. Ця гра надає вдосконалену механіку облог, з якою захоплення поселень і міст стало важчим, оскільки захисники будують укріплення, а штурм розгортається на заплутаних вулицях. Дипломатія тепер споживає ресурси «довіри», що витрачається на призов підкріплень від союзників і будівництво форпостів на чужих територіях. З'явилися збірні артефакти та нові умови оголошення війни.
В багатокористувацькій грі було запроваджено одночасні кроки, за яких гравці більше не повинні чекати поки походить інший гравець, щоб виконати власну чергу дій.

### Ігрові фракції
Хаос (англ. Chaos) — за демонів Хаосу та їхніх послідовників на вибір пропонується покровительство чотирьох богів і Хаосу Неподільного:
- Корн (англ. Khorne) — бог війни та кровопролиття. В його армії немає магів, натомість багато воїнів ближнього бою, котрі сильнішають під час сутичок і навіть можуть отримати підкріплення посеред битви. Якщо армія не воює, вона отримує штрафи. В боях збираються черепи, за які потім купуються благословення Корна. Руїни, що лишаються після битв, з часом автоматично переходять під контроль, або миттєво, якщо витратити черепи[1].
- Цзінч (англ. Tzeentch) — бог чаклунства й обману. Має багато стрільців і повітряних військ, захищених магічними щитами. Цзінч дає можливість змінювати вітри магії над поселеннями на свою користь. Особливий ресурс, гримуари, отримується за перемоги та від діяльності спеціальних споруд у містах. Витрачаючи гримуари, можливо розривати угоди між ворогами, піднімати повстання, змінювати власників поселень[2].
- Нургл (англ. Nurgle) — бог хвороб і відчаю. Покладається на повільні, але витривалі та потужні війська. Граючи під покровительством Нургла, пропонується створювати хвороби в Чумному Казані, які ослаблюють ворожі армії. Поселення під контролем Нургла спершу швидко розростаються, але потім занепадають і гинуть. З підконтрольних території надходять «інфекції», необхідні для роботи Чумного Казана[3].
- Слаанеш (англ. Slaanesh) — бог спокус і надмірностей. Робить акцент на швидкості армій, щоб обходити їх із флангів і тилу. Воїни посилюються, коли вбивають багатьох ворогів. Слаанеш дає здатність із певним шансом на успіх переманювати один ворожий загін на свій бік перед початком бою. Маючи достатньо сили, також можна примусово приєднувати території та переманювати під своє командування армії. З підконтрольних території надходять послідовники, потрібні для набору рекрутів і поширення впливу[4].
- Демони Хаосу (англ. Daemons of Chaos) представляють Хаос Неподільний. В їхній армії присутні війська всіх чотирьох богів. Ця фракція не може отримувати бонуси якогось бога в цілому, але здатна присвячувати окремому з них різні міста. Очолює фракцію князь демонів, здатний приймати сили різних богів Хаосу. Його вигляд, зброя та спорядження детально налаштовуються, що надає різноманітні здібності — «демонічні дари». Натомість Хаос Неподільний не може розвивати науку. В боях заробляється «демонічна слава», за яку можна придбати нові «демонічні дари» та війська[5].

Кіслев (англ. Kislev) — аналог Русі, держава Кіслев межує з Імперією на півночі, і, таким чином першою приймає удари сил Хаосу, які населяють пустки навколо полюсу. Кіслев — це холодна, сувора земля, яку Імперія вважає варварською державою, проте зобов'язана їй своєю безпекою. В його армії присутні чарівниці, що керують льодом. Їх пропонується тренувати поза боями для навчання новим здібностям і підбору необхідних саме за поточної ситуації переваг. Кіслев може призначати полководців отаманами, що керують провініцями, збільшуючи надходження звідти ресурсів. Відданість військ, що надходить від перемог і релігійних споруд, слугує додатковим ресурсом, який витрачається на отримання благословінь.
Катай (англ. Cathay) — фентезійний аналог Китаю, що спирається на дотримання балансу між воїнами ближнього бою та стрільцями. Коли військо збалансоване, воно отримує бонуси. «Компас У-сін» забезпечує здатність спрямовувати вітри магії на розвиток провінцій, але якщо якийсь із їхніх аспектів зростає, інші будуть зменшені. Катай може відправляти до інших земель каравани і коли вони досягають мети, Катай отримує золото.
Королівства огрів (англ. Ogre Kingdoms) — населені зажерливими велетнями-людоїдами ограми. Замість захоплювати поселення, вони можуть розбивати табори в будь-якому зручному місці, створювати там будівлі та наймати нові війська. Огри постійно споживають м'ясо, яке отримують з трупів або поселень, і можуть жертвувати його Великій Пащі для отримання бонусів. Укладаючи угоди, огри зобов'язуються виконати певне чуже завдання, але також винагороджуються золотом, м'ясом та іншими ресурсами. Коли воєначальники виконують подвиги, вони можуть заробити «гучне ім'я», що надає постійне збільшення якоїсь характеристики.

## Сюжет
Перший князь демонів Белакор захоплює в полон бога-ведмедя Урсуна, покровителя держави Кіслев. За допомогою Урсуна Белакор вирішує помститися богам Хаосу за те, що вони позбавили його фізичної форми та влади. Тим часом без Урсуна в Кіслеві не настає весна, тож князь Юрій Барков вирушає у північні провінції довідатися в чому справа. Крик Урсуна створює магічний вихор, який розкидає по світу портали в царство Хаосу. Юрій стикається з демонами та чує голос свого бога. Коли він проходить крізь портал, то зустрічає по інший бік Белакора, котрий підмовляє Юрія служити не богам, а самому собі. Юрій піддається і Белакор вселяється в його тіло.
Водночас Радник (у попередніх частинах серії він давав поради з гри), який володіє книгою пророцтв, зустрічається з лідером обраної гравцем фракції та пропонує своїй послуги в обмін на краплю крові Урсуна. Ця крапля потрібна йому задля звільнення від зв'язку з книгою. Відповідно мета кожної фракції — дістатися до Урсуна першою, для чого потрібно вбити чотирьох князів демонів, підданих кожен іншому богові Хаосу.
Періодично по світу відкриваються портали у потойбічний вимір Хаосу, звідки надходять демонічні армії. Діставшись до порталу, фракція обирає: закрити його і припинити вторгнення демонів, або вирушити в царство Хаосу на пошуки князів демонів. У другому випадку армія повинна пройти випробування, як-от вистояти проти чуми або відшукати правильний шлях, після чого відбудеться битва з князем демонів.
- Кіслев — за повернення свого бога конкурують три сили: Крижаний двір, представлений Царіною Катаріною Бохою, Велика ортодоксія, керована Косталтином, та Верховний патріарх культу Урсуна. Коли комусь із них вдається звільнити Урсуна, в Кіслеві нарешті знову настає весна.
- Хаос — кожен з командувачів сил Хаосу шукає здійснення власних планів. Послідовник Корна, Скарбранд Вигнаний, хоче добути череп Урсуна та пожертвувати його своєму богові задля прощення. Верховний демон Цзінча, Кайрос Долепліт, має дві голови, що бачать минуле та майбутнє; силу Урсуна він хоче використати, щоб побачити сьогодення. Верховний демон Нургла, Ку'гат Батько Чуми, шукає Урсуна для створення з його трупа найсильнішої чуми. А чемпіон Слаанеш, Н'карі Архіспокусник, прагне забезпечити Урсуну вічні страждання, щоб насолоджуватися ними. Белакор же убиває бога-ведмедя та поглинає його силу, щоб самому стати богом.
- Катай — брати-дракони Мяо Ін і Чжао Мін вважають себе древнішими за богів, тому зверхньо ставляться до пошуків Урсуна, але все ж погоджуються його визволити, щоб дізнатися куди зникла їхня сестра Шен-Зу.
- Королівства огрів — король Ґресус Золотозуб хоче лише поласувати плоттю Урсуна та нагодувати своє божество — Велику Пащу.

## Оцінки й відгуки
| Агрегатор  | Оцінка |
| ---------- | ------ |
| Metacritic | 88/100 |

| Видання        | Оцінка      |
| -------------- | ----------- |
| Eurogamer      | Recommended |
| IGN            | 9/10        |
| PC Gamer (США) | 90/100      |
| PCGamesN       | 9/10        |
| Shacknews      | 9/10        |
| The Guardian   | [ 15 ]      |
| VG247          | [ 16 ]      |

Середня оцінка гри на Metacritic складає 88 балів зі 100.
Леана Гафер з IGN визнала нові дипломатичні опції найкращим нововведенням, але висловила розчарування малою кількістю протиборчих фракцій, чиї кампанії обмежені сюжетними подіями. Згідно з вердиктом, «Однокористувацький режим Total War: Warhammer 3 надає нам напружену, складну багатошарову кампанію, керовану захопливою історією та незабутнім складом суперників. Царства Хаосу спритно об'єднують ці більші-за-життя фігури, тож навіть ті з віддалених куточків світу зможуть випробувати хоробрість один одного. І хоча розмір списку фракцій наразі викликає певне розчарування з огляду на „Смертні імперії“, усі нещодавно представлені фракції є винахідливими та просто веселими на картах кампанії та в битвах. Справжнє випробування Warhammer 3 ще попереду, коли ми зможемо грати з усіма фракціями з усіх трьох ігор на масивній комбінованій карті. Але навіть якщо це головна причина, чому вона вас цікавить, у вас уже є багато азарту».
Фрейзер Браун у PC Gamer писав, що «Дипломатія нагороджує вас неймовірною гнучкістю, що, в свою чергу, спонукає вас частіше спілкуватися з сусідами». Крім того критик схвально відгукнувся про можливість будувати форпости на землях союзників і про механіки гри за Хаос, але зазначив, що Кіслев, Катай і королівства огрів теж мають дуже цікаві особливості. Вступна кампанія описувалася як найкраща в серії та найбільш емоційна, схожа на сюжет про Артаса у Warcraft III. З-поміж недоліків виділялися довгі завантаження битв і те, що дипломатія з торгівлею все ще виглядають знехтуваними, порівняно з грою Three Kingdoms.
Кріс Тапселл з Eurogamer вважав, що необхідність врахування численних параметрів військ, особливо при грі за Катай, робить гру прийнятнішою для ветеранів серії Total War, а новачків швидше заплутає. Набагато вдалішим рішенням критик визнав портали, що дозволяють не лише переноситися в Царство Хаосу, а й подорожувати по матеріальному світу. Він також погодився, що вступна кампанія надзвичайно якісна як навчальний етап і наповнена подіями.